# Místico
Luis Ignacio Uribe Alvirde, (22 de desembre de 1982), més conegut com a Místico és un lluitador professional mexicà, conegut per haver treballat al Consejo Mundial de Lucha Libre. Actualment, treballa per la WWE a la marca SmackDown, sota el nom de Sin Cara.

## Carrera

### World Wrestling Entertainment

#### 2011
El 30 de gener, la revista Super Luchas va informar que Místico havia signat un contracte amb la World Wrestling Entertainment. El 24 de febrer, el fet es va confirmar en dues conferències de premsa: una oferta per al Consejo Mundial de Lucha Libre (CMLL) per anunciar la seva sortida de la companyia i l'altra, per la World Wrestling Entertainment (WWE) per a presentar al lluitador com a nou lluitador de l'empresa, sota el nom de Sin Cara.
Va fer el seu debut el 25 de març de 2011, en un house show de Raw, on va derrotar a Primo. El 4 d'abril farà el seu debut televisat en el programa de Raw, posterior a Wrestlemania.

## En lluita
- Moviments finals:
  - El Péndulo (Tiger feint kick)
  - La Mística (Tilt–a–whirl headscissors takedown canviant a un single arm DDT i en un Fujiwara armbar)
- Moviments de firma:
  - Arm drag, a vegades des de la segona o tercera corda, seguit per un tilt–a–whirl headscissors takedown
  - Hurracarana, a vegades des de la tercera corda, seguit per un slingshot
  - Leg trap sunset flip powerbomb
  - Springboard moonsault
  - Superkick
  - Slingshot corkscrew crossbody

## Campionats i Triomfs
- Comisión de Box y Lucha Libre de México, D.F.
  - Campionat Nacional de Pes Semicomplet (1 vegada)

- Consejo Mundial de Lucha Libre
  - Campionat Mundial en Parelles del CMLL (4 vegades)- amb Negro Casas (2) i Héctor Garza (2)
  - Campionat Mundial de Pes Welter del CMLL (1 vegada)
  - Campionat Mundial de Pes Mitjà de la NWA (2 vegades)
  - Torneig Gran Alternativa (2004) – amb El Hijo del Santo
  - Torneig Gran Alternativa (2007) – amb La Sombra
  - La Leyenda de Plata (2006)
  - La Leyenda de Plata (2007)
  - La Leyenda de Plata (2008)

- Festival Mundial de Lucha Libre
  - Campionat Mundial de Pes Complet de la FMLL (1 vegada)

- International Wrestling Revolution Group
  - Campionat Intercontinental de Pes Super Welter de la IWRG (1 vegada)

- New Japan Pro Wrestling
  - IWGP Junior Heavyweight Championship (1 vegada)
- World Wrestling Association
  - Campionat Mundial de Pes Mitjà de la WWA (1 vegada)

- Pro Wrestling Illustrated
  - Situat en el núm.18 en els PWI 500 de 2005
  - Situat en el núm.5 en els PWI 500 de 2006
  - Situat en el núm.3 en els PWI 500 de 2007
  - Situat en el núm.17 en els PWI 500 de 2008
  - Situat en el núm.36 en els PWI 500 de 2009
  - Situat en el núm.52 en els PWI 500 de 2010

- Wrestling Observer Newsletter
  - WON Lluitador de l'any (2006)
  - WON Lluitador que més diners genera (2006)
  - WON Millor lluitador aeri (2006)
  - WON Millor lluitador aeri (2007)
  - Situat en el núm.7 del WON Lluitador de la dècada (2000-2009)
  - Situat en el núm.1 del WON Lluitador que més diners genera de la dècada (2000-2009)